# Nước uống

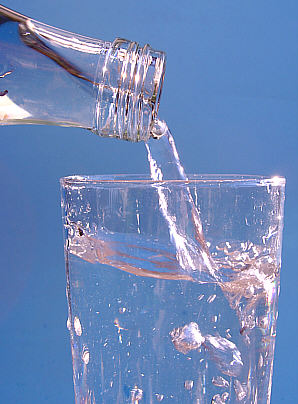
Một ly nước uống

Nước uống hay nước sạch là các loại nước đủ độ tinh khiết tối thiểu để con người hoặc các loài động vật, thực vật có thể uống, tiêu thụ, hấp thu hoặc sử dụng mà ít gặp nguy cơ tác hại trước mắt hoặc về lâu dài. Trong hầu hết các nước phát triển, nước uống được cung cấp cho các hộ gia đình, các hoạt động thương mại và công nghiệp là tất cả các nước uống phải đạt tiêu chuẩn về vệ sinh (thường là nước máy, nước ngọt, nước lọc), mặc dù chỉ có một tỷ lệ rất nhỏ được thực tế tiêu thụ hoặc được sử dụng trong chế biến thực phẩm hay việc tắm rửa hoặc tưới tiêu, rửa xe.... Nước sạch là một tiêu chuẩn quan trọng để đánh giá về chất lượng cuộc sống.

## Tổng quan
Nước uống luôn luôn là một thức uống quan trọng và duy trì cuộc sống cho con người và là điều kiện cần thiết cho sự sống còn của tất cả các sinh vật trên địa cầu này. Nước chiếm khoảng 60% khối lượng của cơ thể con người và là một thành phần quan trọng của quá trình trao đổi chất, một dung môi cho nhiều chất hòa tan của cơ thể. Con người khỏe mạnh cần uống khoảng 2,0 lít mỗi ngày (tùy vào thể trạng của từng người mà lượng nước uống khách nhau) để tốt cho sức khỏe và cần lưu ý uống nước hợp vệ sinh nhất là uống nước đun sôi để nguội. Uống nước của một loạt các phẩm chất được đóng chai. Nước đóng chai (hay còn gọi là nước thùng, nước lọc, hay nước suối đóng chai) được bán cho người tiêu dùng trên khắp thế giới.
Trong phần lớn thế giới, con người có thể không tìm kiếm được đầy đủ nước uống và các nguồn nước sử dụng có thể bị nhiễm các mầm bệnh, tác nhân gây bệnh hoặc mức độ không thể chấp nhận được do sự tồn tại các chất độc hoặc chất rắn dạng lỏng. Uống hoặc sử dụng nước như vậy để chuẩn bị thực phẩm dẫn đến các bệnh cấp tính và mãn tính phổ biến và là nguyên nhân chính gây tử vong và bệnh tật ở nhiều nước. Giảm các bệnh đường nước là một mục tiêu của chính sách y tế công cộng ở các nước đang phát triển.
| Quốc gia                                                                                             | %  |  | Quốc gia    | %  |  | Quốc gia   | %   |  | Quốc gia       | %   |  | Quốc gia  | %  |
| --- | -- |  | ----------- | -- |  | ---------- | --- |  | -------------- | --- |  | --------- | -- |
| Albania                                                                                              | 97 |  | Algérie     | 89 |  | Azerbaijan | 78  |  | Brasil         | 87  |  | Chile     | 93 |
| Trung Quốc                                                                                           | 75 |  | Cuba        | 91 |  | Ai Cập     | 97  |  | Ấn Độ          | 84  |  | Indonesia | 78 |
| Iran                                                                                                 | 92 |  | Iraq        | 85 |  | Kenya      | 57  |  | Bắc Triều Tiên | 100 |  | Hàn Quốc  | 92 |
| México                                                                                               | 88 |  | Moldova     | 92 |  | Maroc      | 80  |  | Mozambique     | 57  |  | Pakistan  | 90 |
| Peru                                                                                                 | 80 |  | Philippines | 86 |  | Singapore  | 100 |  | Nam Phi        | 86  |  | Sudan     | 67 |
| Syria                                                                                                | 80 |  | Thổ Nhĩ Kỳ  | 82 |  | Uganda     | 52  |  | Venezuela      | 83  |  | Zimbabwe  | 83 |
| Ghi chú: All industrialized countries (as listed by UNICEF at 2000) with data available are at 100%. |    |  |             |    |  |            |     |  |                |     |  |           |    |

## Sức khỏe
Nước uống tốt cho sức khỏe là điều được khẳng định, nước uống giúp làm giảm quá trình oxy hóa và sự phát ra các chất phóng xạ bên trong cơ thể, giúp cơ thể tiêu hóa tốt hơn, không mắc bệnh táo bón, giảm cân, giữ nước cho cơ thể, đem lại sự tươi tắn, khỏe khoắn cho con người mỗi ngày. Nước uống cũng giúp duy trì nhiệt độ cơ thể, và bài tiết các chất thải từ quá trình chuyển hóa. Nước uống rất cũng cần thiết cho các phản ứng trong cơ thể. Nước giữ cho các chất trong cơ thể ở trạng thái quân bình, đồng thời thải những chất độc hoặc từ ngoài đưa vào hoặc được sinh ra từ quá trình chuyển hóa của cơ thể, đặc biệt khi uống thuốc.

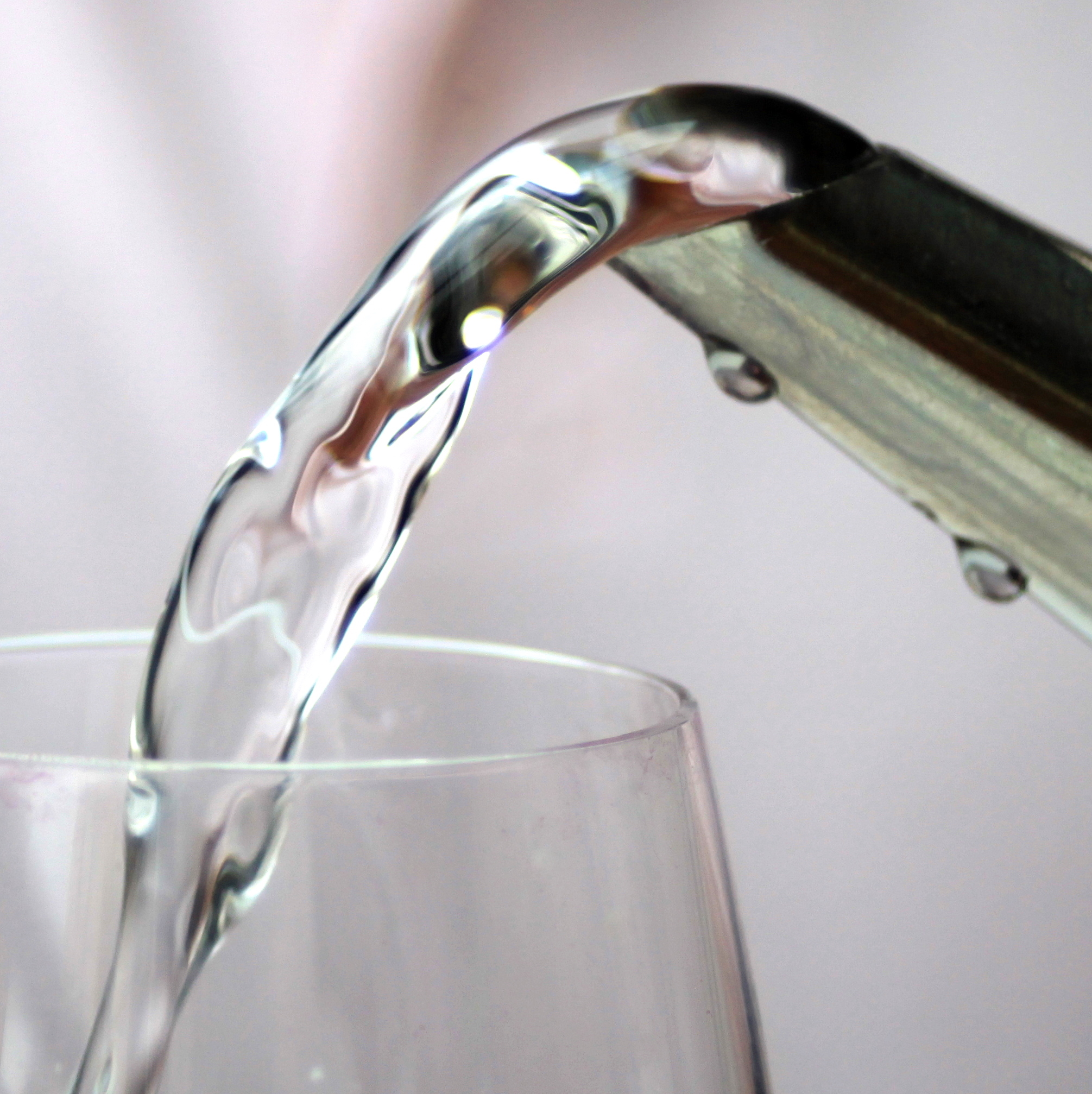
Nước uống

Trong cấu tạo cơ thể con người thì khoảng trên 75% sức nặng của cơ thể là nước, phân phối ở khắp nơi như máu, cơ bắp, não bộ, phổi, xương khớp... do đó con người có thể chịu đựng đói ăn trong vài tháng, nhưng thiếu nước trong vài ngày là đã có nhiều nguy cơ tử vong. Khi thiếu nước, cơ thể sẽ đưa nước tới các cơ quan sinh tử như não, tim, phổi, gan và thận và giảm nước tới các cơ quan ít quan trọng hơn như da, tiêu hóa, khớp vì vậy dấu hiệu thiếu nước xuất hiện sớm nhất ở các cơ quan này như khô môi, khô mắt, da nứt nẻ, mệt mỏi.... Trẻ em bị tiêu chảy, nếu để thiếu nước có thể bị rối loạn điện giải, thậm chí tử vong.
Hậu quả của việc thiếu nước uống là con người có các dấu hiệu như
- Mệt mỏi, buồn ngủ, khô mắt, khô môi, rát môi
- Táo bón
- Ít tiểu tiện
- Khô và ngứa da, da, tóc tróc rụng
- Nổi mụn trứng cá
- Một số trường hợp chảy máu mũi vì niêm mạc khô, mạch máu dễ hư hao
- Tái phát nhiễm trùng tiết niệu vì không có nước để loại chất hóa học có hại và vi khuẩn ra ngoài cơ thể qua sự tiểu tiện.
- Sạn thận.
- Ho khan, viêm phế quản
- Chảy nước mũi.
- Nhức đầu, chóng mặt, cơ bắp yếu mềm, cơ thể rã rời.

Trong trường hợp thiếu trầm trọng đưa tới giảm huyết áp, tim đập nhanh, miệng, da, niêm mạc khô, không đổ mồ hôi, mắt sưng, rất khát nước, tiểu tiện ít, mất định hướng...
Các dấu hiệu cho thấy cần uống nhiều nước như nước tiểu sậm màu, co cơ, giảm độ đàn hồi da, chóng mặt...có thể là những dấu hiệu cho thấy cơ thể bị thiếu nước, cụ thể là: Khô miệng, đó chính là dấu hiệu cho thấy nên uống nhiều nước. Nước tiểu sậm màu. Mệt mỏi, cơ thể bị mất nước sẽ dẫn đến tình trạng mệt mỏi, Đói, Khô da, hiện tượng da khô hoặc bong tróc là dấu hiệu cảnh báo cần uống đủ nước. Chóng mặt. Co cơ, giảm đàn hồi da, Táo bón, vì mất nước khiến đại tràng cố giữ nước, làm phân trở nên cứng và khô. Say nóng, Đau nửa đầu.

## Lời khuyên

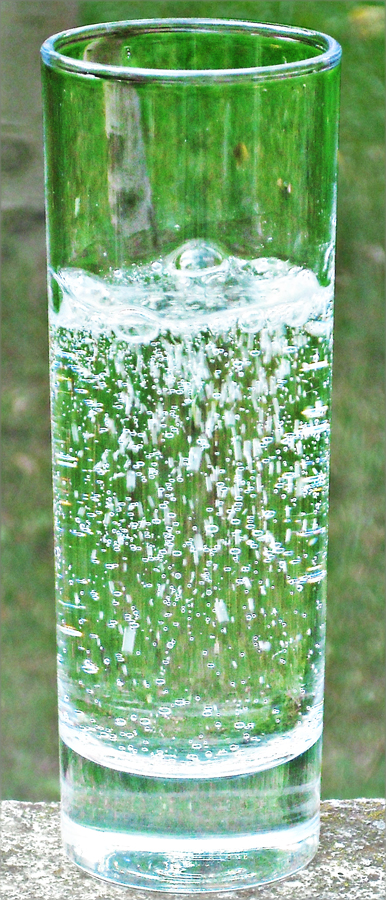
Lời khuyên về 8 uống cốc nước mỗi ngày

Về lượng nước uống cần đưa vào cơ thể, có nhiều ý kiến cho rằng, uống 8 cốc nước mỗi ngày tương đương với 2 lít nước là phương án tối ưu để giữ cho cơ thể đủ nước nhưng cũng lưu ý không nên uống quá nhiều nước trong một ngày, khi uống quá nhiều nước hàng ngày sẽ làm tăng tổng lượng máu toàn cơ thể, gây gánh nặng cho tim và mạch máu của cơ thể và thận sẽ phải làm việc thêm giờ để lọc lượng nước dư thừa ra khỏi hệ thống tuần hoàn, gây hư hại, tổn thương. Nếu uống nước nhiều hơn nhu cầu của cơ thể, thận sẽ nhanh chóng thải phần còn thừa đi.
Không chỉ nên uống nước khi cảm thấy khát mà nên uống nước thường xuyên, đừng đợi đến khi cảm thấy khát mới bổ sung nước. Nhất là khi cơ thể vận động quá sức, rất cần có nước uống bổ sung. Uống ngay lập tức 01 ly nước khoảng 250 ml. Hoặc thường xuyên đem theo nước khi tập thể dục, hễ lúc nào cảm thấy mệt và khát, hãy uống ngay. Tốt nhất là đem theo chai nước 1 lít. Uống nước sau mỗi giờ tập thể dục còn là cách bảo vệ tốt nhất cho sức khỏe.
Trước khi ngủ, cần uống thêm 750 ml nước nữa, do thời tiết lạnh hay nóng như thế nào, cơ thể cũng tiết ra lượng mồ hôi khoảng 500 ml, đến lúc ngủ, thân nhiệt tăng cao, cần có lượng nước hấp thụ vào nhiều hơn lượng nước bị mất đi, để cơ thể cân bằng và khỏe mạnh nhất.
Uống nước khi vừa thức dậy vào sáng sớm và còn chưa kịp ăn gì vì đây là thời điểm cơ thể sẽ hấp thu nước một cách dễ dàng và sảng khoái sau giấc ngủ. Lượng nước uống buổi sáng sớm tốt nhất là từ 250 - 300ml
Trước hay sau mỗi bữa ăn, nên uống 1 ly nước hoặc uống nhiều nước giữa các bữa ăn nhưng không nên uống nước trong bữa ăn do gây cản trở cho năng suất làm việc của hệ tiêu hóa, dẫn đến hàm lượng insulin bị dao động mạnh và tạo cơ hội cho việc tích tụ mỡ trong cơ thể tăng cao vì uống nước trong lúc ăn sẽ pha loãng dịch tiêu hóa đang được phóng thích để tiêu hóa thức ăn, vì vậy nó sẽ gây cản trở cho việc phân tích thực phẩm.
Không nên uống nước quá lạnh sẽ làm ảnh hưởng đến dạ dày, nhiệt độ nước tốt nhất chỉ nên ở khoảng 10 độ C. Nếu uống quá nhiều nước sẽ dẫn đến hiện tượng ngộ độc nước, ảnh hưởng đến sức khỏe và nguy hiểm đến tính mạng. Ngộ độc nước là do tình trạng dư thừa nước tự do trong cơ thể, hậu quả là gây các rối loạn về các chất điện giải trong máu như natri, kali, calci, magiê... Nồng độ các thành phần điện giải này có thể thấp trong máu do bị nước pha loãng, ảnh hưởng đến các tế bào và hoạt động của tế bào trong cơ thể, đặc biệt là tế bào não. Trong trường hợp ngộ độc nước, người bệnh thường có các triệu chứng thần kinh như nhức đầu, nôn ói, lơ mơ, co giật, hôn mê... nếu không được nhập viện và xử trí kịp thời có thể tử vong.
Không nên uống nước lã hoặc nước chưa được xử lý để tránh nguy cơ bị nhiễm khuẩn, ngộ độc thực phẩm và cũng không nên uống nước đun lại nhiều lần vì trong nước thường có chứa một hàm lượng nhỏ nitrat và một số kim loại nặng như chì, cadmium... nên khi nước đun nóng trong thời gian dài, nước không ngừng bốc hơi, nồng độ nitrat và các kim loại nặng trong nước sẽ tăng lên. khi uống vào trong cơ thể sẽ bị khử trở lại là muối nitrat. Muối nitrat sẽ làm hỏng công năng vận chuyển dưỡng khí trong máu, làm cho tim đập nhanh, hô hấp khó khăn, nặng hơn có thể nguy hiểm đến tính mạng. Đồng thời, các kim loại có trong nước đó cũng có hại đối với sức khỏe con người.
Riêng đối với những người làm công tác văn phòng, máy lạnh thì có lời khuyên cho chế độ uống nước như sau:
| Thời gian | Thời điểm thích hợp           | Lợi ích |
| --------- | ----------------------------- | --- |
| 6h30 – 7h | Sau giấc ngủ đêm khi sáng dậy | Cơ thể con người rất cần nước. Cần uống một cốc 250ml ngay khi ngủ dậy để giúp lọc sạch gan và thận. Nửa tiếng sau khi uống nước mới nên ăn bữa sáng. |
| 08 – 09h  | Trước khi đi làm việc         | Uống một cốc nước khi đến công sở làm việc để lấy lại sự sảng khoái cho cơ thể bắt đầu công việc.                                                     |
| 11h       | Giờ giải lao và nghỉ trưa     | Uống nước để giữ ẩm cho cơ thể và giảm căng thẳng công việc.                                                                                          |
| 13h       | Sau bữa ăn trưa               | Uống một cốc nước giúp tốt cho tiêu hóa đồng thời giữ thân hình eo thon.                                                                              |
| 15 – 16h  | Bữa xế chiều                  | Thời gian này nhiều người cảm thấy mệt mỏi, buồn ngủ. Uống một cốc nước sẽ giúp lấy lại cân bằng.                                                     |
| 17h       | Tan sở                        | Trước khi rời khỏi văn phòng, công sở, uống một cốc nước sẽ giúp bớt cảm giác đói và mệt.                                                             |
| 22h       | Trước khi đi ngủ              | Trước khi đi ngủ một giờ, uống một cốc nước sẽ giúp cơ thể phòng chống nguy cơ máu cục máu đông.                                                      |

## Hình ảnh

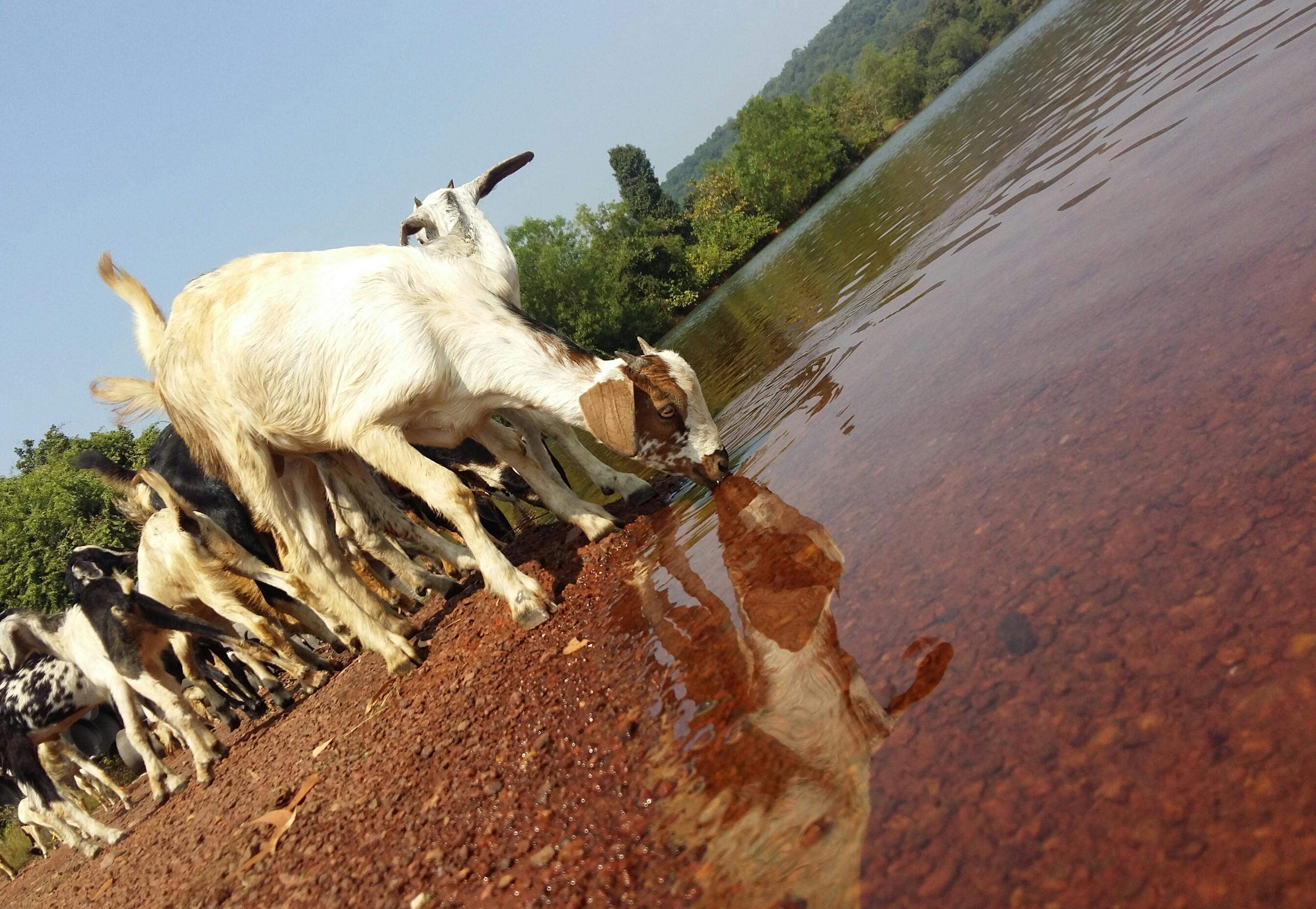
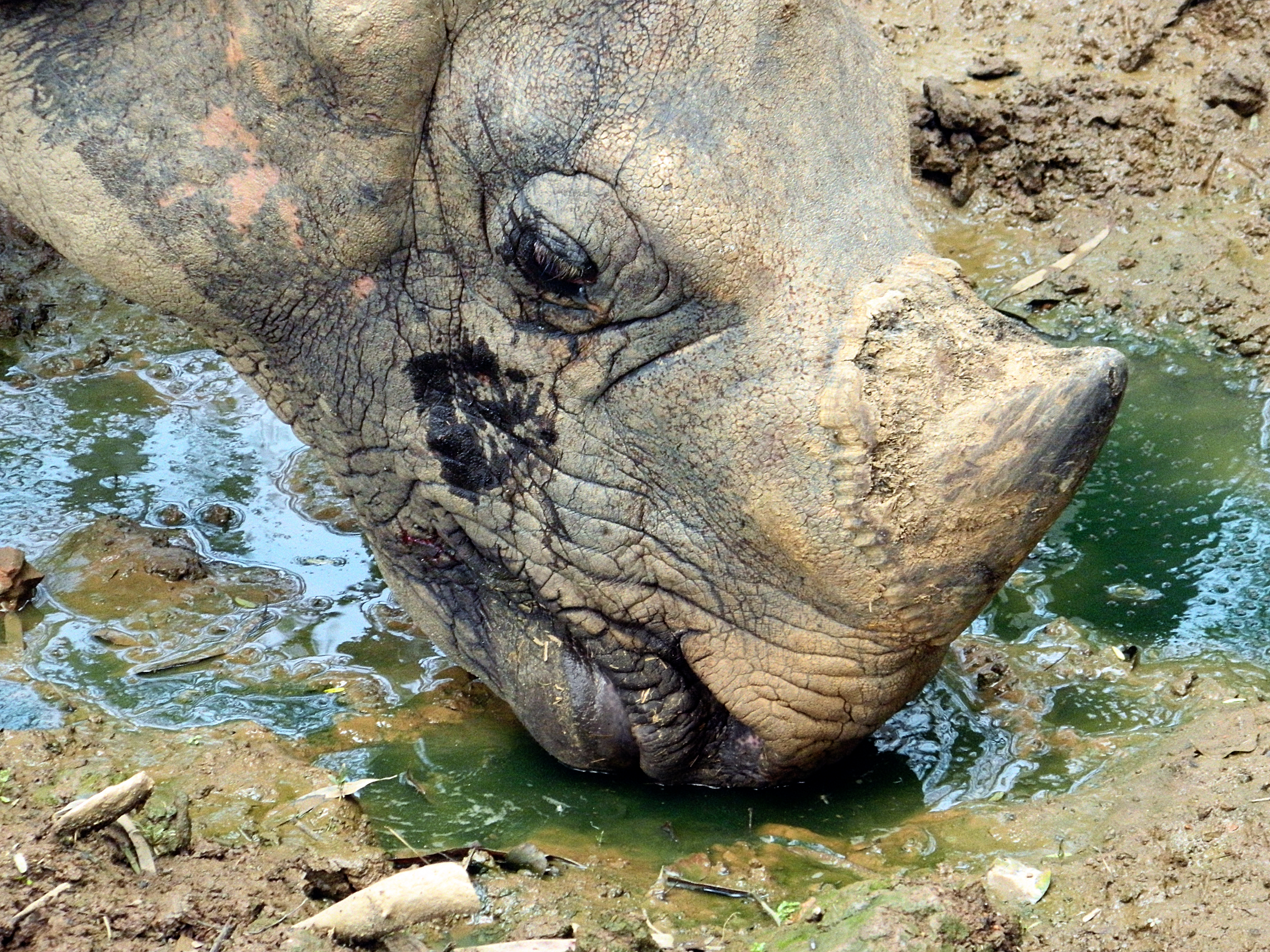
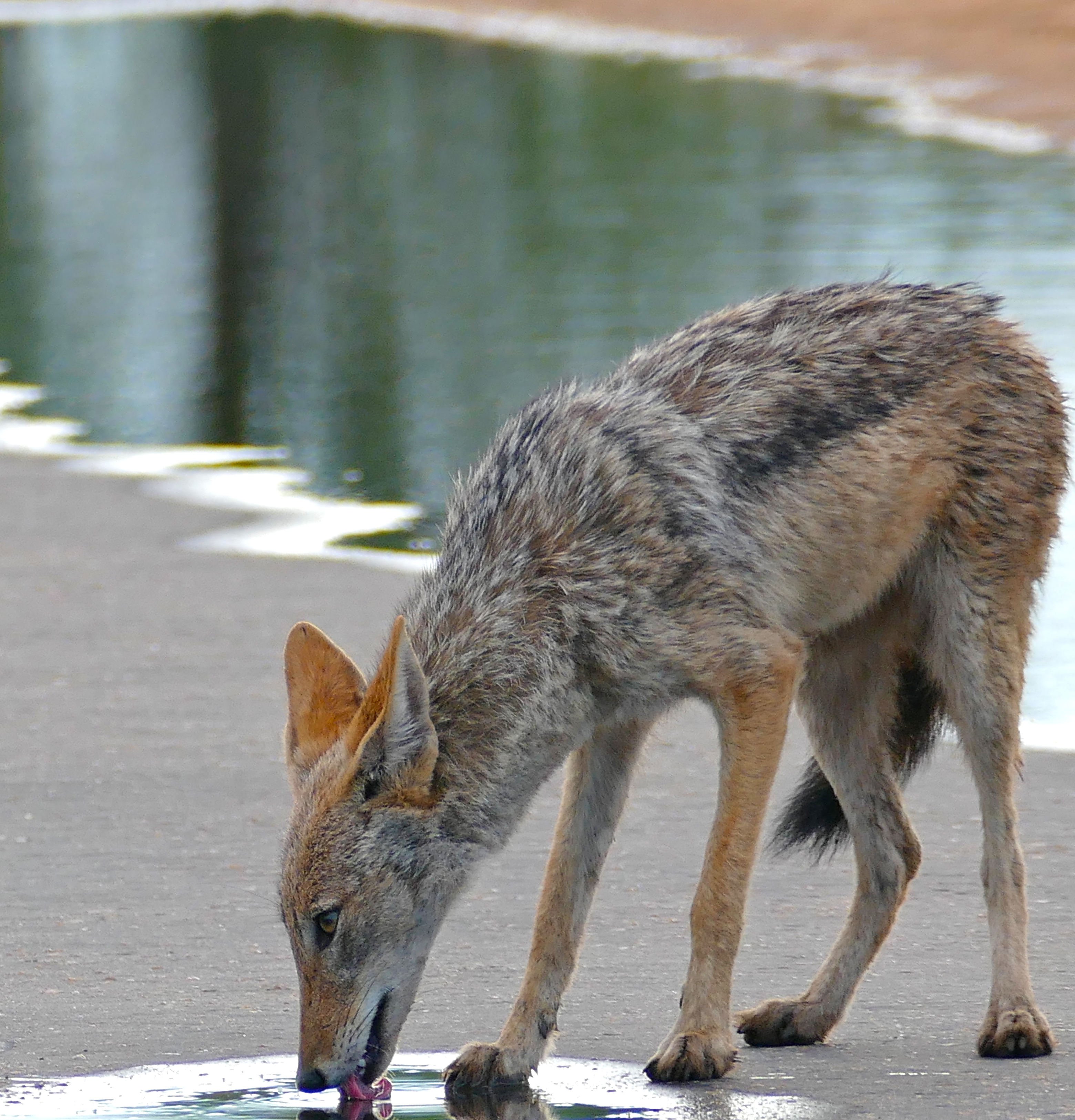
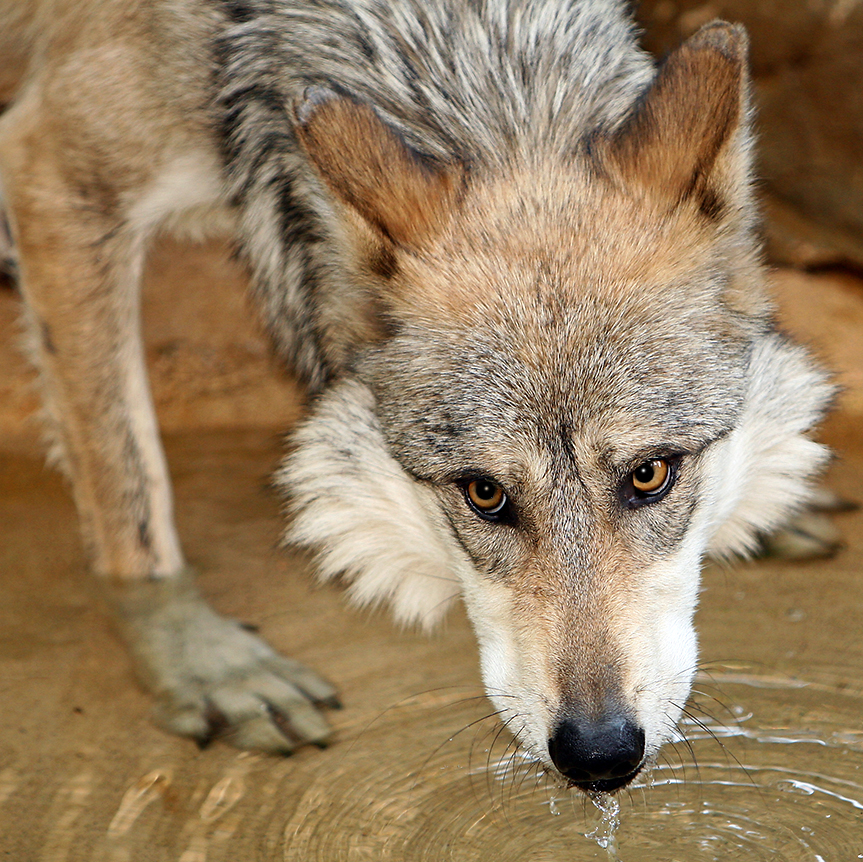
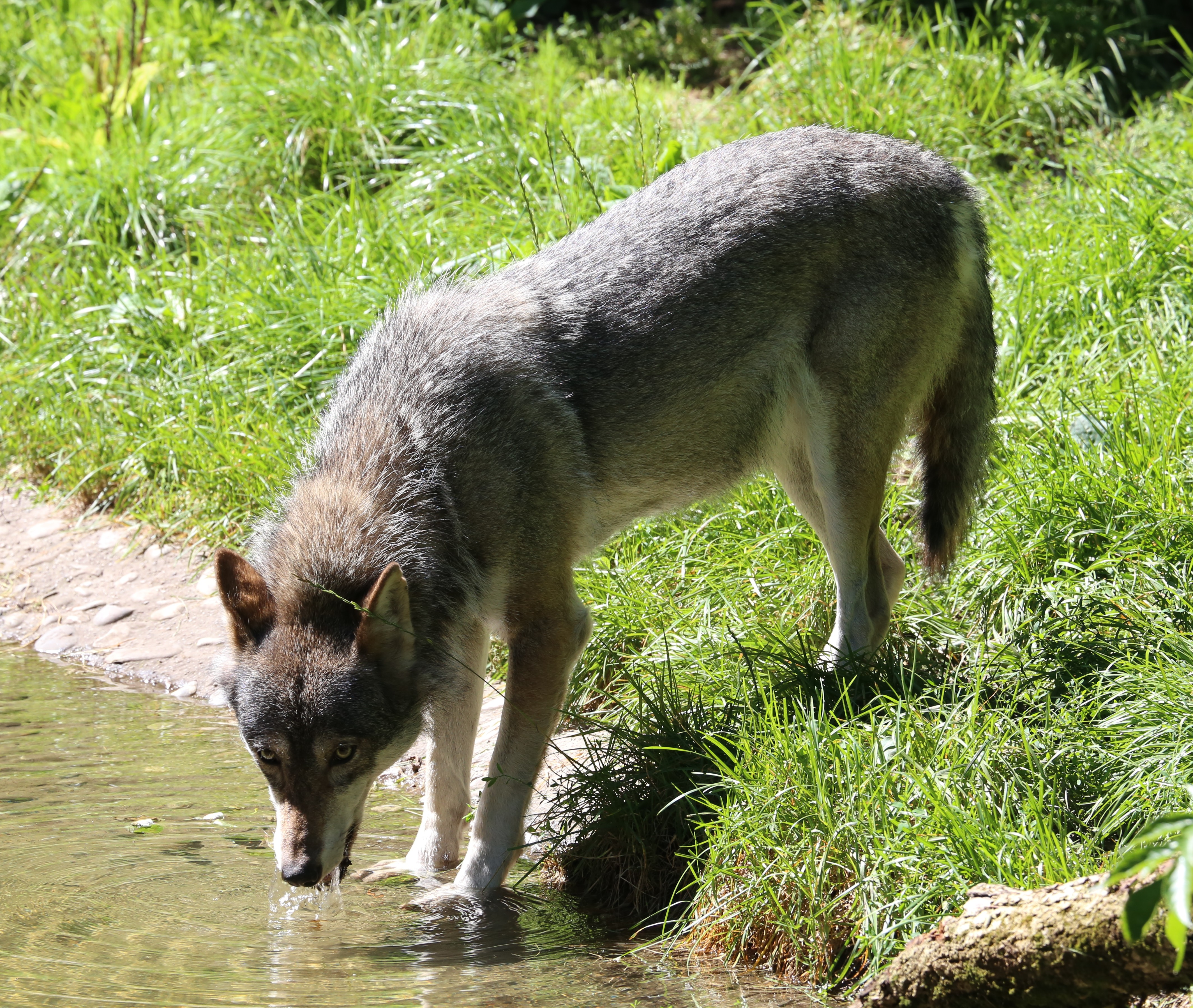
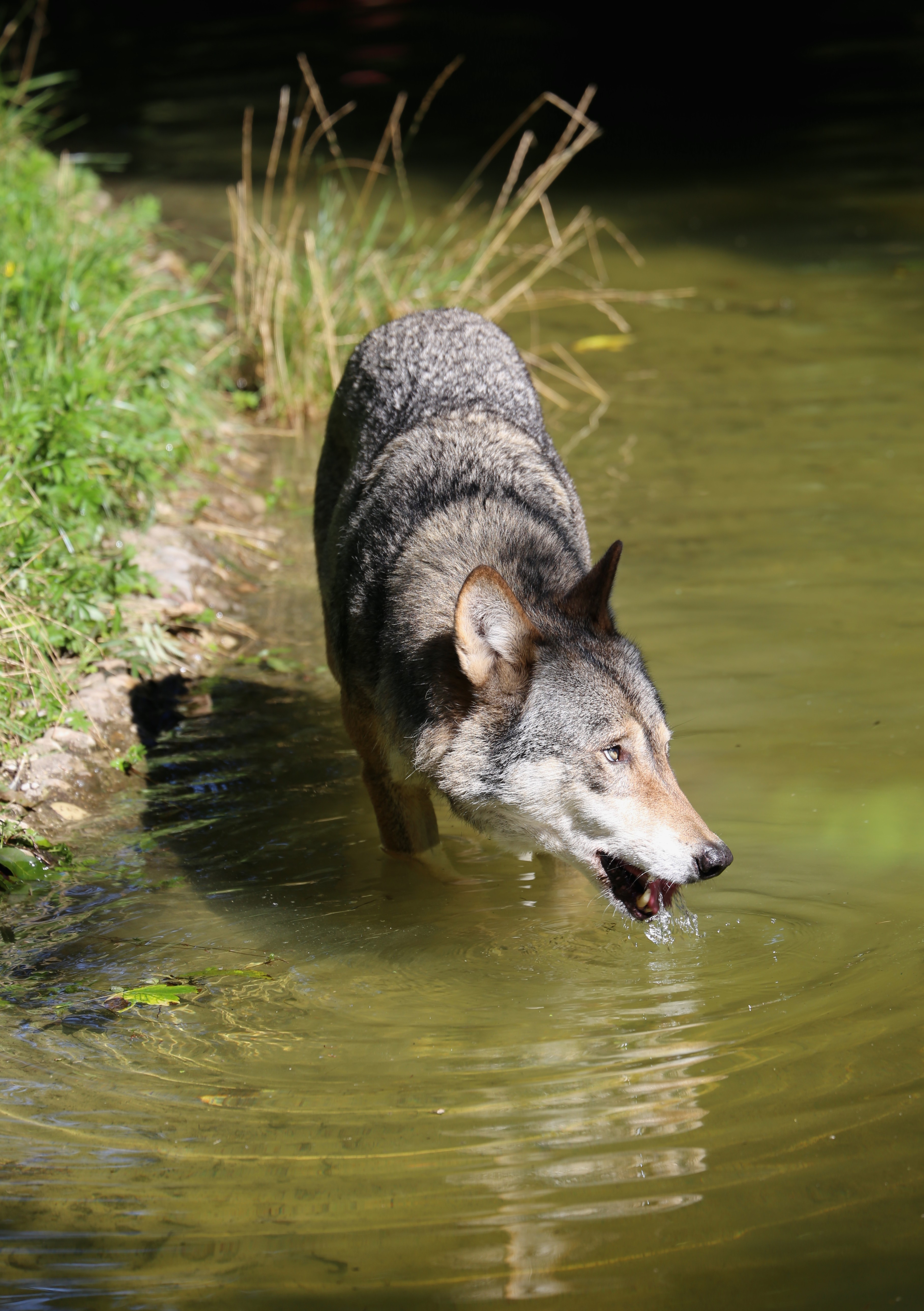
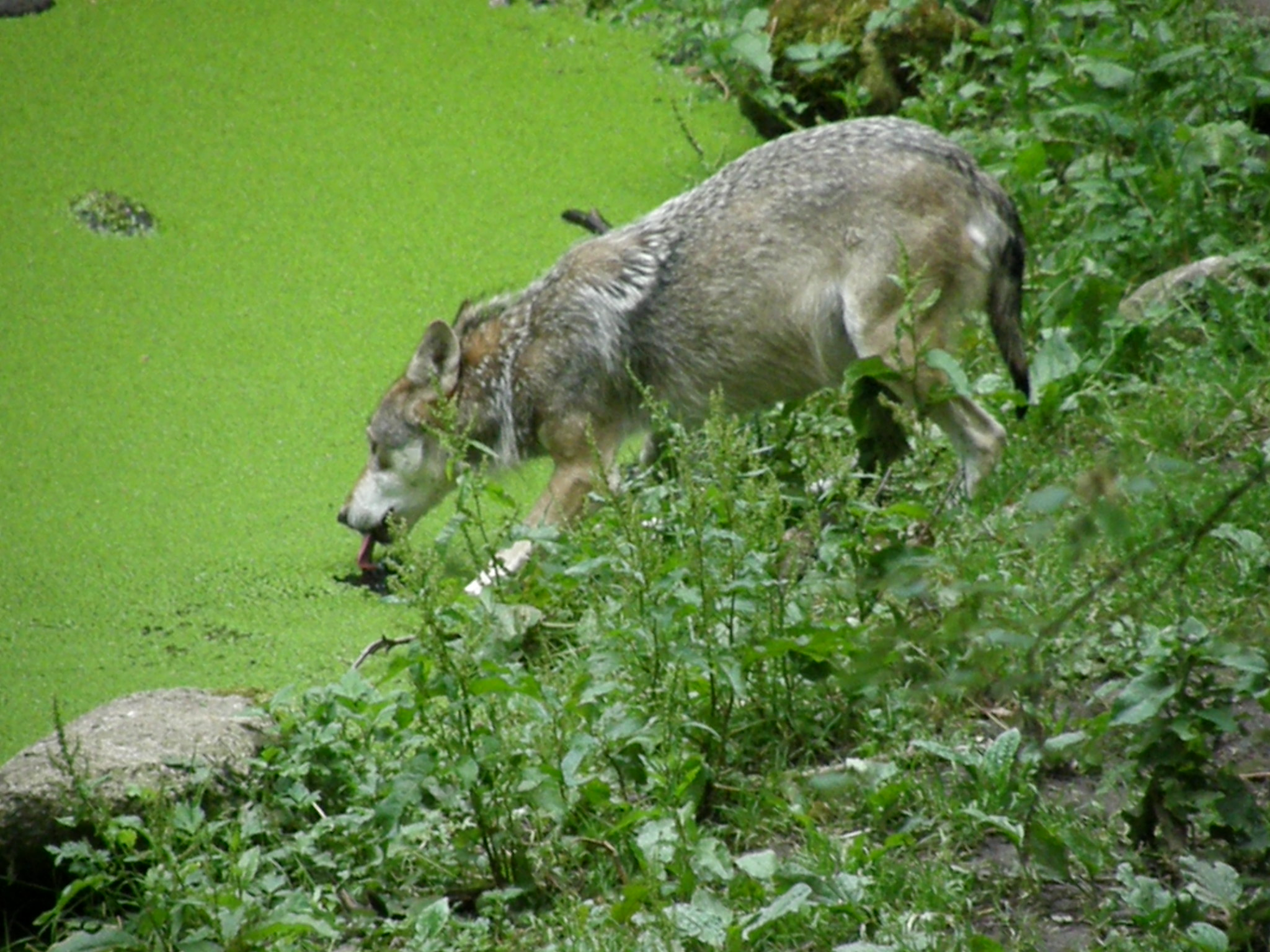
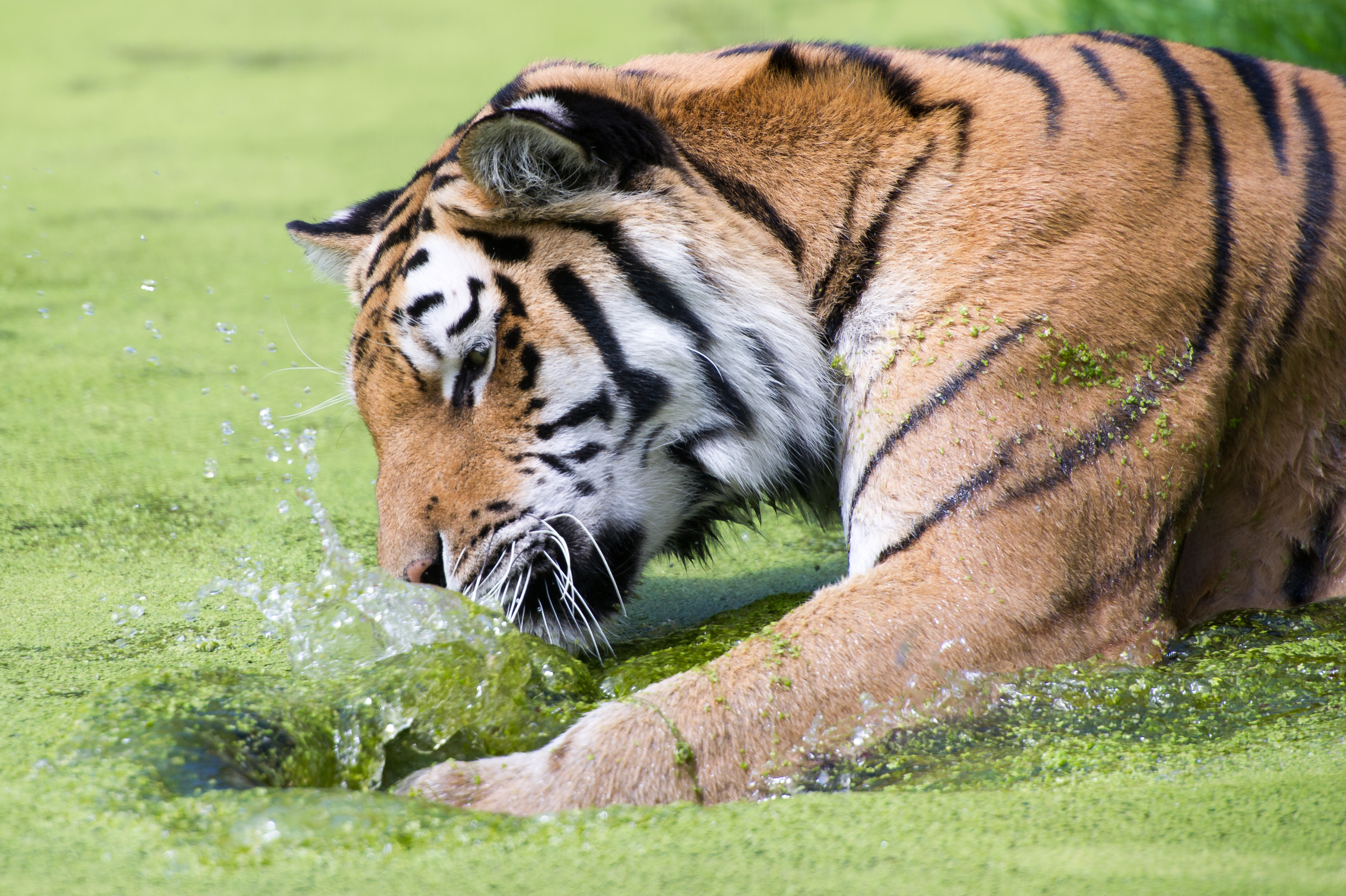
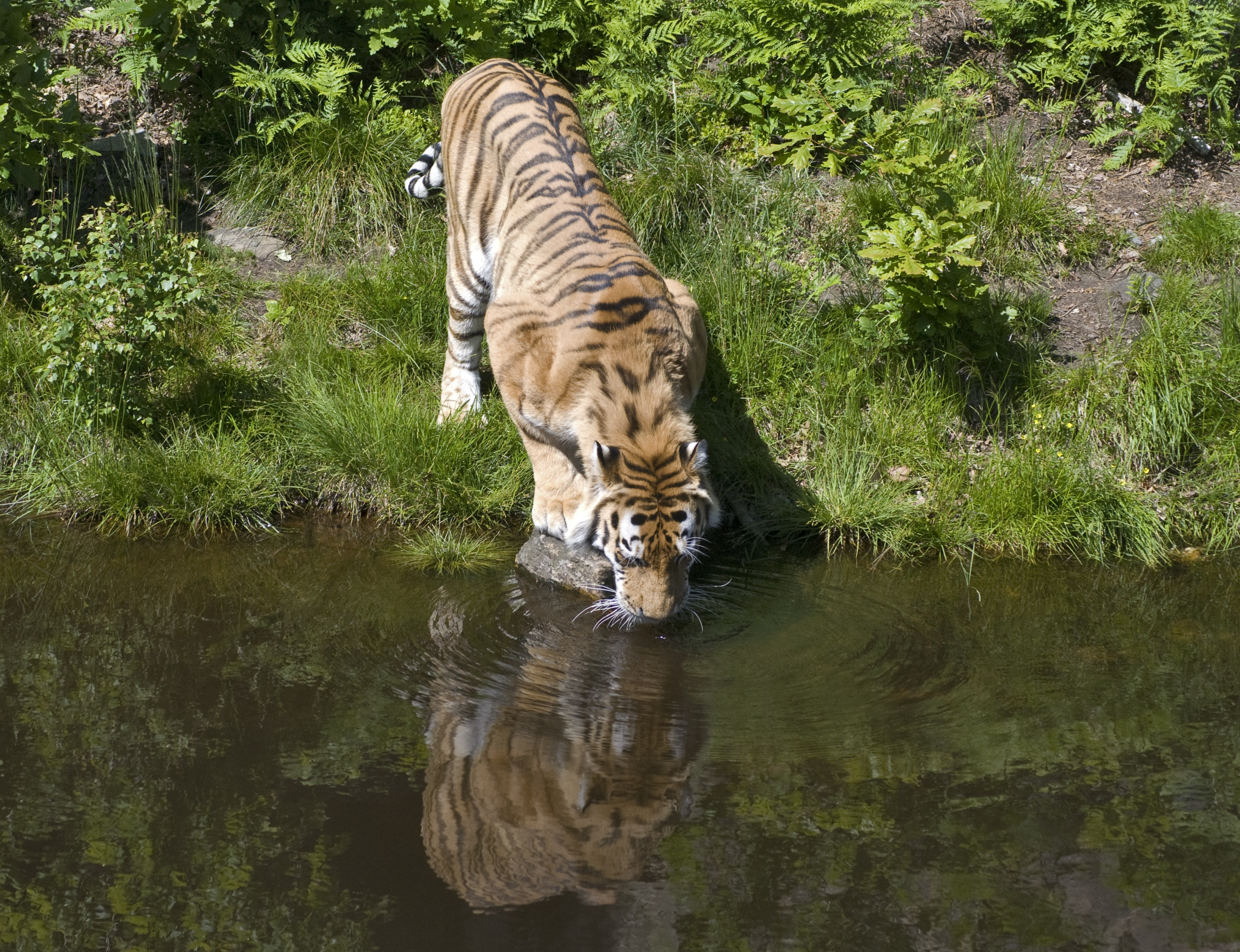